# Кинотюрьма будущего
«Кинотюрьма будущего» (англ. Dead End Drive-In) — австралийский фильм 1986 года, снятый режиссёром Брайаном Тренчардом-Смитом, повествующий о подростках, запертых в автокинотеатре, который на самом деле является концентрационным лагерем для нежелательных элементов общества. Досуг заключённых, большинство из которых выглядят как панки, состоит из потребления нездоровой пищи, наркотиков и просмотра низкопробных фильмов. Сюжет основан на рассказе писателя Питера Кэри «Crabs», выпущенном в составе сборника рассказов Толстяк в истории 1974 года.
В главных ролях снялись Нэд Мэннинг и Натали Маккарри в роли заключённой пары, и Питер Уитфорд в роли администратора автокинотеатра. Каскадёр Безумного Макса 2 Гай Норрис выполнил в фильме несколько трюков.
Саундтрек фильма состоит из популярной в то время новой волны, представленной такими группами как Kids in the Kitchen и Hunters and Collectors. Песню «Playing with Fire» из финальных титров исполняет Лиза Эдвардс.

## Сюжет
В недалёком будущем экономика терпит крах. Города страдают от террора банд, а молодые люди не могут или же не хотят искать себе работу. Правительство Австралии создаёт девять концентрационных лагерей для безработных, куда под видом автокинотеатра заманивают молодёжь. В один из таких лагерей попадает главный герой Крэбс вместе с подружкой Кармэн.

## Актёры
| Актёр             | Роль    |
| ----------------- | ------- |
| Нэд Мэннинг       | Крэбс   |
| Натали Маккарри   | Кармен  |
| Питер Уитфорд     | Томпсон |
| Уилбур Уайлд      | Хазза   |
| Дэвид Гибсон      | Дэйв    |
| Сэнди Лиллингстон | Бет     |
| Олли Холл         | Фрэнк   |

## Производство
Сюжет фильма основан на рассказе Питера Кэри «Crabs», выпущенном в составе сборника рассказов Толстяк в истории 1974 года. Тем не менее, Брайан Тренчард-Смит заявляет, что он не читал рассказ на момент своего прихода в проект, после того как предыдущий режиссёр выбыл из производства. «Я пришёл, и через неделю скрепил лучшие элементы из первых трёх черновых версий фильма вместе, добавив социальный комментарий» — заявил Тренчард-Смит.
Съёмки фильма начались 9 сентября 1985 года заняли 35 дней. Местом съёмок стал закрытый на тот момент автокинотеатр в Мэтравилле, восточном пригороде Сиднея. Сейчас он разрушен и больше не существует. Основные съёмки проходили вечером, начинались после 15:00 и продолжались до раннего утра, примерно до 5:00. Потому что большинство действий фильма разворачивается ночью. В фильме было использовано четыреста автомобилей, стоимость каждого из которых составляла сто австралийских долларов. Финансированием фильма занималась компания New South Wales Film Corporation.
Брайан Тренчард-Смит сказал о фильме следующее:
Драйв-ин — это, конечно, аллегория помойных ценностей восьмидесятых, которую наш герой видит как тюрьму. Последние 20 минут фильма — побег — это отчаянная ослепительная кульминация, но у всего фильм присутствует чувство преувеличенной или усиленной реальности — немного сверх меры, но ровно настолько, чтобы публика это приняла.
Трюк с прыжком в финале фильма исполнил каскадёр Гай Норрис. Он обошёлся в 75 000 долларов, что больше чем любой другой трюк с одним каскадёром в Австралии до тех пор, и поставил мировой рекорд среди прыжков грузовых автомобилей: 162 фута.

## Кассовые сборы
Кассовые сборы в Австралии составили 68 000 долларов.

## Оценки
В документальном фильме «Не совсем Голливуд: Потрясающая, нераскрытая история австралийского эксплуатационного кино» Квентин Тарантино назвал фильм «Кинотюрьма будущего» своим любимым фильмом среди работ Тренчарда-Смита.